# Marcus Morris
Marcus "Mook" Morris (ur. 2 września 1989 w Filadelfii) – amerykański koszykarz, występujący na pozycji skrzydłowego, od 2023 zawodnik Philadelphia 76ers.
Bracia Morris są trzecią w historii NBA parą bliźniaków, która została wybrana w pierwszej rundzie draftu. Pierwsze dwie to bracia Grant oraz Lopez. W 1987 roku Chicago Bulls wybrało z numerem 10 – Horace'a Granta, rok później z numerem 12 do ligi trafił Harvey Grant, wybrany przez Washington Bullets. W 2008 roku najpierw do New Jersey Nets trafił Brook Lopez (#10), a następnie do Phoenix Suns – Robin Lopez (#15).
Morrisowie są też drugą parą bliźniaków w historii klubu Phoenix Suns. Pierwszą byli, wybrani w drugiej rundzie draftu 1965, bracia Dick i Tom Van Arsdale, którzy rozegrali wspólnie ostatni sezon swojej zawodowej kariery (1976/77). 
Marcus i Markieff występowali w jednej drużynie (2014/15) z pochodzącymi ze Słowenii braćmi Dragić, Goranem oraz Zoranem. Jest to ewenement w historii ligi, pod względem liczby rodzeństw występujących w jednej drużynie NBA.
W lipcu 2015 został zawodnikiem Detroit Pistons. 7 lipca 2017 trafił w wyniku wymiany do Boston Celtics.
16 lipca 2019 dołączył do New York Knicks.
6 lutego 2020 w wyniku wymiany trafił do Los Angeles Clippers. 1 listopada 2023 został wytransferowany do Philadelphia 76ers.

## Osiągnięcia
Stan na 14 listopada 2023, na podstawie, o ile nie zaznaczono inaczej.
NCAA
- Uczestnik:
  - rozgrywek:
    - Elite 8 turnieju NCAA (2011)
    - Sweet 16 turnieju NCAA (2009, 2011)

  - turnieju NCAA (2009–2011)
- Mistrz:
  - turnieju konferencji Big 12 (2010, 2011)
  - sezonu regularnego Big 12 (2009–2011)
- Zawodnik Roku konferencji Big 12 (2011)[10]
- MVP turnieju Las Vegas Invitational (2011)
- MOP (Most Outstanding Player) turnieju Big 12 (2011)[11]
- Zaliczony do:
  - I składu:
    - Big 12 (2011)
    - debiutantów Big 12 (2009)
    - turnieju:
      - Big 12 Championship (2011)
      - Las Vegas Invitational (2011)

    - pierwszoroczniaków Big 12 (media - 2009)
    - zawodników, którzy poczynili największy postęp w konferencji Big 12 (media - 2010)

  - II składu:
    - All-American (2011)
    - Big 12 (2010)